# Jean-Luc Lavallée
 (février 2012).
Si vous disposez d'ouvrages ou d'articles de référence ou si vous connaissez des sites web de qualité traitant du thème abordé ici, merci de compléter l'article en donnant les références utiles à sa vérifiabilité et en les liant à la section « Notes et références ».
Jean-Luc Lavallée est un journaliste québécois.

## Projets récents

### À l'étranger
- Il est allé 3 fois en Haïti en 2010 pour couvrir le séisme dévastateur
- Reportage sur la chasse aux pirates (au large de la Somalie)
- Il a couvert le tourisme médical en Inde
- Il a couvert l'Oktoberfest en Allemagne
- Mission en Suisse avec le maire Labeaume